# ミッドナイト・キラー
『ミッドナイト・キラー』（Midnight in the Switchgrass）は、2021年のアメリカ合衆国のクライム・スリラー映画。
アラン・ホースネイルの脚本をもとに、本作が監督デビューとなるランドール・エメットがメガホンをとった。出演はミーガン・フォックス、ブルース・ウィリス、エミール・ハーシュ、ルーカス・ハース、コルソン・ベイカー、リディア・ハルなど。
ヒッチハイカーの女性や売春婦を主な標的にして50人近くもの女性を殺害したとされるアメリカの連続殺人鬼「トラックストップ・キラー」をモチーフに、謎の連続殺人犯を追う捜査官たちの奔走を描いている。
アメリカ合衆国では2021年7月23日にライオンズゲートから公開されたが、日本ではビデオスルーとなった。

## ストーリー
2004年、フロリダ州ペンサコーラ。FBI捜査官のカール・ヘルター（ブルース・ウィリス）とレベッカ・ロンバルディ（ミーガン・フォックス）は、性的人身売買組織を追っておとり捜査を続けていた。売春婦のフリをしてネットで客を漁っては、疑わしい男をおびき出すレベッカ。だが、最近狙いを付けた男とは、3回ほど会い損ねていた。
そんなカールたちに接触して来るフロリダ州法執行省(FDLE)のバイロン・クロフォード（エミール・ハーシュ）。バイロンは付近で起った7件の殺人事件を、若い女性を狙う同一犯の犯行と睨み、捜査を続けていた。自分が男と会い損ねたモーテルで、16才のトレイシーが疾走し、さらに売春婦の殺人事件が起っていた事を知るカールとレベッカ。
レベッカが会うはずだったのは、地元のトラック運転手ピーター・ヒルボローだった。自宅の作業小屋にトレイシーを監禁しているピーター。さらに、売春婦としてピーターと会おうとしたレベッカが拉致されてしまった。ピーターのトラックの特徴から身元を割り出し、自宅に急ぐクロフォード。
トレイシーと同じ作業小屋に監禁されるレベッカ。互いに姿は見えないが、レベッカに励まされて小屋から脱出するトレイシー。トレイシーが見つからず、激怒してレベッカを拷問するピーター。だが、間一髪でレベッカは救われ、連続殺人事件は解決した。

## キャスト
- レベッカ・ロンバルディ: ミーガン・フォックス
- バイロン・クロフォード: エミール・ハーシュ
- カール・ヘルター: ブルース・ウィリス
- ピーター: ルーカス・ハース
- カルヴィン: コルソン・ベイカー[4]
- トレーシー・リー: ケイトリン・カーマイケル（英語版）
- カレン: リディア・ハル
- ミス・ジョージア・ケロッグ: ウェルカー・ホワイト（英語版）
- 容疑者 / 背の高い男: アレック・モノポリー（英語版）
- スザンナ: ジャッキー・クルーズ（英語版）
- ヘザー: システィーン・スタローン
- ヤーブロー刑事: マイケル・ビーチ

## 製作
2020年1月22日、映画プロデューサーのランドール・エメットが本作で監督デビューし、エミール・ハーシュが主演を務めることが発表された。2月16日には、ミーガン・フォックスとブルース・ウィリスがキャストに加わり、3月9日にプエルトリコで撮影が開始された。2020年3月12日、ルーカス・ハース、コルソン・ベイカー、システィーン・スタローン、ケイトリン・カーマイケル、マイケル・ビーチ、ウェルカー・ホワイト、アレク・モノポリー、ジャッキー・クルーズが本作のキャストに加わった。3月16日、COVID-19の世界的流行により映画の制作は一時的に休止となった。6月29日には映画の制作が再開された。

## 公開
アメリカ合衆国では2021年7月23日にライオンズゲート配給により公開された。

## 作品の評価
Rotten Tomatoesによれば、38件の評論のうち高評価は8%にあたる3件で、平均点は10点満点中3.4点、批評家の一致した見解は「退屈で予測可能な『ミッドナイト・キラー』は、刺激的な設定といくつかの献身的な演技を無駄にし、ほとんど汗をかくことのない、スリラーを自称しているだけの作品である。」となっている。
Metacriticによれば、9件の評論のうち、高評価はなく、賛否混在は3件、低評価は6件で、平均点は100点満点中24点となっている。